# Géomatique d'affaires
La géomatique d'affaires est une discipline qui étudie l’utilisation des technologies géomatiques ( généralement un SIG) dans le monde des affaires et leurs applications commerciales (optimalisation de réseaux bancaires, identification de marchés, perspectives foncières …).